# 法泉寺 (京田辺市)
法泉寺（ほうせんじ）は、京都府京田辺市にある真言宗智山派の寺院。山号は中島山。本尊は十一面観音。

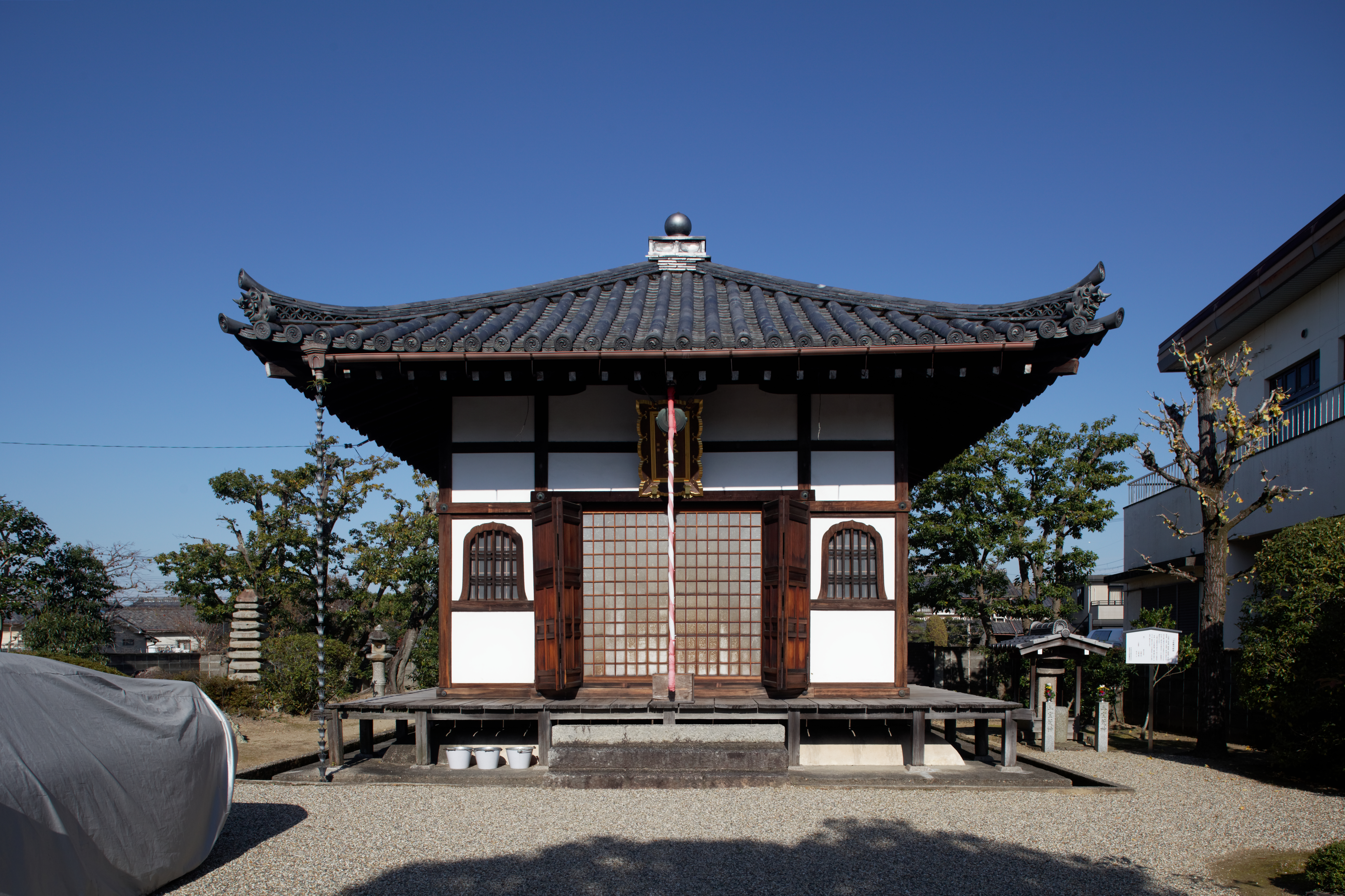
本堂

## 歴史
この寺の創建年代等については不詳であるが、天長年間（824年 - 834年）この地が干ばつに見舞われたとき、草むらから出現した本尊の十一面観音の力により泉が涌いたことから寺号を法泉寺としたという。

## 文化財
- 重要文化財（国指定）
  - 十三重石塔 - 初重塔身の四方に四方仏を半肉彫とする。基礎部分に弘安元年（1278年）の銘がある。銘文中に「大工」として名の見える猪末行（伊末行）は、宋から渡来した石工・伊行末の系統の工人である[2]。
- その他
  - 三宝大荒神石塔（「明応七年」（1498年）在銘）

## 所在地
- 京都府京田辺市草内南垣内27